# Орден Бахуса
Орден Бахуса (швед. Bacchi orden) — жартівливий орден, заснований в 60-і рр .. XVIII ст. шведським національним поетом Карлом Мікаелем Бельманом.
Створений Бельманом пародійний орден Бахуса спершу мав назву ордена Двох позолочених свиней (De Två Förgyllda Svinen). Його членами були здебільшого незначні особи з середнього класу, які любили веселі застілля, однак ще не які спилися остаточно.
Головними особами в «ордені» були сам Бельман, Халльман і Чексель, який відповідав за театральні вистави. Збиралося суспільство в стокгольмському шинку «Стадсхусчелларен», а згодом у «Клас з Хернет» або в «Чейсаркрунан» на розі Фредсгатан і Дроттнінгсгатан. Із зростанням кількості членів «ордену» він переїхав в «Берсчелларен».
Не пізніше, ніж з 1766 р., члени «ордена», крім звичайних зустрічей, стали проводити особливі урочисті церемонії, що називалися засіданнями капітулу Ордена Бахуса. В ході засідань його найбільш видатні члени час від часу посвячувались у дворяни, лицарі і командори. При «анобліруванні» їм давалися нові прізвища, такі, наприклад, як Челларкрейц (від швед. källare — «підвальчик, кабак» і нім. Creutz — «хрест»), Адлерступ (від нім. Adler — «орел» і швед. stop — «кружка») і Эренсугга (від нім. Ehre — «честь» і швед. sugga — «свиноматка»), при цьому в гербі першого з них була зображена золота чаша в червоному полі, другого — орел, який вилітає з пивної кружки, а під кухлем лежить кіт, вимовляє «ваше здоров'я!», третього — свиня біля помийного корита. Там же вимовлялися поминальні промови з померлим членам «ордену».

Поет Ю. Г. Оксеншерна таким чином описував одне із зібрань порядку:

4 грудня 1769 року до мене зайшли Бергклинт з Чекселем і переконали мене вирушити разом з ними до комісара Лисандеру, щоб подивитися, як розважається Бельман. Я пішов за ними і ще ніколи в житті мені не доводилося стільки сміятися. Бельман заснував на честь Бахуса орден, в який приймаються лише ті, хто не менше двох разів валявся у всіх на виду у стічній канаві. Час від часу він влаштовує збори і присвячує в лицарі тих, з ким відбулося згадана подія. У цей вечір він виголосив урочисту промову в честь померлого кавалера. Все це було у віршах на оперний манер; співав і грав на цитрі він сам. Його жести, голос і міміка незрівнянні і підсилюють враження від самих віршів, які, як завжди, мають гарні думки, часом веселі, часом піднесені і завжди нові, несподівані і сильні.

З 1779 р. порядки в «ордені» пом'якшилися настільки, що в його розвагах брали участь навіть деякі поважні особи. Протягом 1792—1795 рр. він перетворився на свого роду світський салон, який відвідував навіть герцог Карл.